# تربوشانی
تربوشانی (به صربی: Trbušani) یک منطقهٔ مسکونی در صربستان است که در چاچاک واقع شده‌است. تربوشانی ۷٫۶۷ کیلومتر مربع مساحت و ۱٬۹۶۸ نفر جمعیت دارد و ۲۵۵ متر بالاتر از سطح دریا واقع شده‌است.